# 1142 год
1142 (ты́сяча сто со́рок второ́й) год  по юлианскому календарю — невисокосный год, начинающийся в четверг. Это 1142 год нашей эры, 2‑й год 5‑го десятилетия XII века 2‑го тысячелетия, 3‑й год 1140‑х годов. Он закончился 883 года назад.
| Пн | Вт | Ср | Чт | Пт | Сб | Вс |
|    |    |    | 1  | 2  | 3  | 4  |
| 5  | 6  | 7  | 8  | 9  | 10 | 11 |
| 12 | 13 | 14 | 15 | 16 | 17 | 18 |
| 19 | 20 | 21 | 22 | 23 | 24 | 25 |
| 26 | 27 | 28 | 29 | 30 | 31 |    |

| Пн | Вт | Ср | Чт | Пт | Сб | Вс |
|    |    |    |    |    |    | 1  |
| 2  | 3  | 4  | 5  | 6  | 7  | 8  |
| 9  | 10 | 11 | 12 | 13 | 14 | 15 |
| 16 | 17 | 18 | 19 | 20 | 21 | 22 |
| 23 | 24 | 25 | 26 | 27 | 28 |    |

| Пн | Вт | Ср | Чт | Пт | Сб | Вс |
|    |    |    |    |    |    | 1  |
| 2  | 3  | 4  | 5  | 6  | 7  | 8  |
| 9  | 10 | 11 | 12 | 13 | 14 | 15 |
| 16 | 17 | 18 | 19 | 20 | 21 | 22 |
| 23 | 24 | 25 | 26 | 27 | 28 | 29 |
| 30 | 31 |    |    |    |    |    |

| Пн | Вт | Ср | Чт | Пт | Сб | Вс |
|    |    | 1  | 2  | 3  | 4  | 5  |
| 6  | 7  | 8  | 9  | 10 | 11 | 12 |
| 13 | 14 | 15 | 16 | 17 | 18 | 19 |
| 20 | 21 | 22 | 23 | 24 | 25 | 26 |
| 27 | 28 | 29 | 30 |    |    |    |

| Пн | Вт | Ср | Чт | Пт | Сб | Вс |
|    |    |    |    | 1  | 2  | 3  |
| 4  | 5  | 6  | 7  | 8  | 9  | 10 |
| 11 | 12 | 13 | 14 | 15 | 16 | 17 |
| 18 | 19 | 20 | 21 | 22 | 23 | 24 |
| 25 | 26 | 27 | 28 | 29 | 30 | 31 |

| Пн | Вт | Ср | Чт | Пт | Сб | Вс |
| 1  | 2  | 3  | 4  | 5  | 6  | 7  |
| 8  | 9  | 10 | 11 | 12 | 13 | 14 |
| 15 | 16 | 17 | 18 | 19 | 20 | 21 |
| 22 | 23 | 24 | 25 | 26 | 27 | 28 |
| 29 | 30 |    |    |    |    |    |

| Пн | Вт | Ср | Чт | Пт | Сб | Вс |
|    |    | 1  | 2  | 3  | 4  | 5  |
| 6  | 7  | 8  | 9  | 10 | 11 | 12 |
| 13 | 14 | 15 | 16 | 17 | 18 | 19 |
| 20 | 21 | 22 | 23 | 24 | 25 | 26 |
| 27 | 28 | 29 | 30 | 31 |    |    |

| Пн | Вт | Ср | Чт | Пт | Сб | Вс |
|    |    |    |    |    | 1  | 2  |
| 3  | 4  | 5  | 6  | 7  | 8  | 9  |
| 10 | 11 | 12 | 13 | 14 | 15 | 16 |
| 17 | 18 | 19 | 20 | 21 | 22 | 23 |
| 24 | 25 | 26 | 27 | 28 | 29 | 30 |
| 31 |    |    |    |    |    |    |

| Пн | Вт | Ср | Чт | Пт | Сб | Вс |
|    | 1  | 2  | 3  | 4  | 5  | 6  |
| 7  | 8  | 9  | 10 | 11 | 12 | 13 |
| 14 | 15 | 16 | 17 | 18 | 19 | 20 |
| 21 | 22 | 23 | 24 | 25 | 26 | 27 |
| 28 | 29 | 30 |    |    |    |    |

| Пн | Вт | Ср | Чт | Пт | Сб | Вс |
|    |    |    | 1  | 2  | 3  | 4  |
| 5  | 6  | 7  | 8  | 9  | 10 | 11 |
| 12 | 13 | 14 | 15 | 16 | 17 | 18 |
| 19 | 20 | 21 | 22 | 23 | 24 | 25 |
| 26 | 27 | 28 | 29 | 30 | 31 |    |

| Пн | Вт | Ср | Чт | Пт | Сб | Вс |
|    |    |    |    |    |    | 1  |
| 2  | 3  | 4  | 5  | 6  | 7  | 8  |
| 9  | 10 | 11 | 12 | 13 | 14 | 15 |
| 16 | 17 | 18 | 19 | 20 | 21 | 22 |
| 23 | 24 | 25 | 26 | 27 | 28 | 29 |
| 30 |    |    |    |    |    |    |

| Пн | Вт | Ср | Чт | Пт | Сб | Вс |
|    | 1  | 2  | 3  | 4  | 5  | 6  |
| 7  | 8  | 9  | 10 | 11 | 12 | 13 |
| 14 | 15 | 16 | 17 | 18 | 19 | 20 |
| 21 | 22 | 23 | 24 | 25 | 26 | 27 |
| 28 | 29 | 30 | 31 |    |    |    |

## События

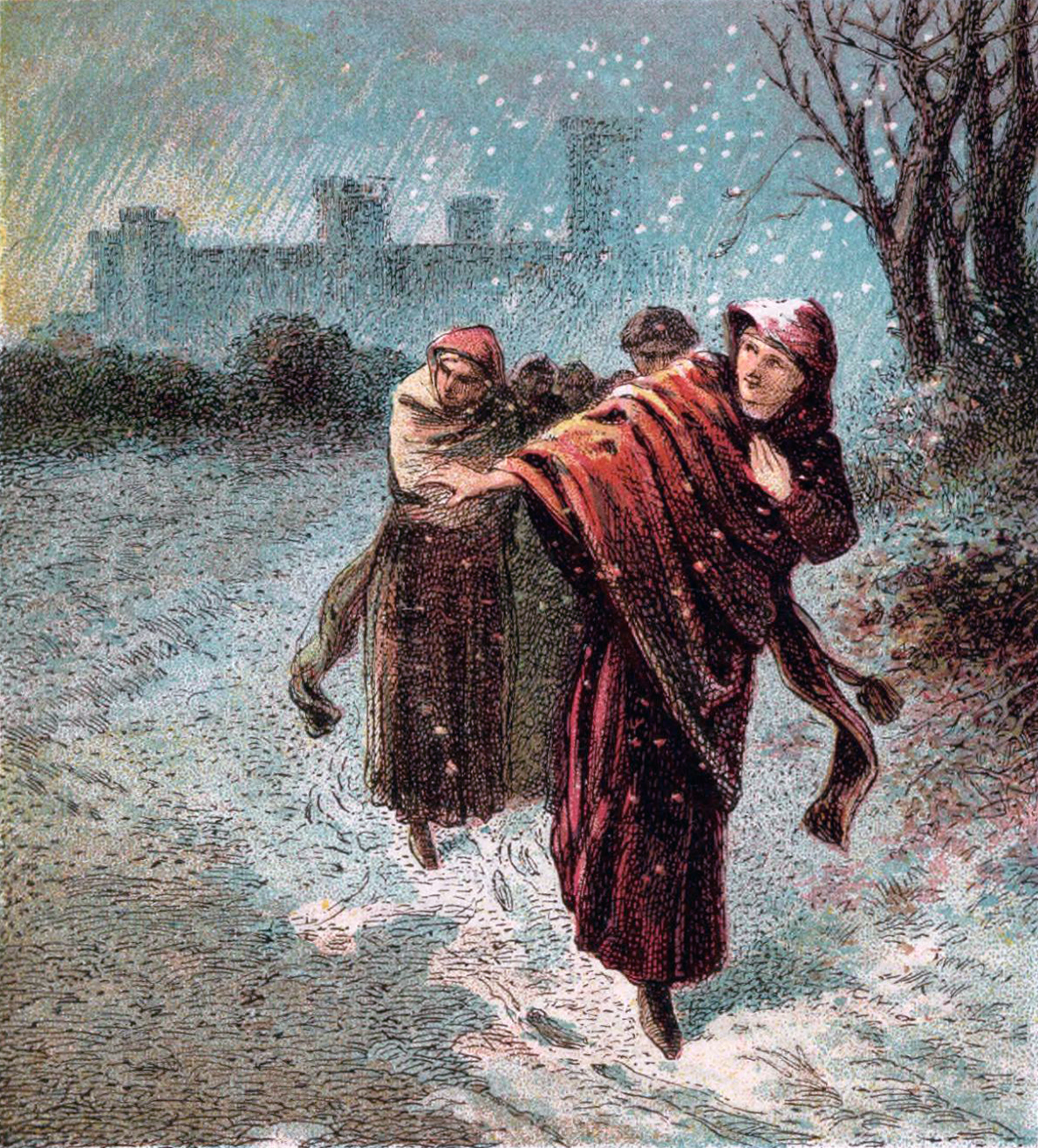
Бегство Матильды из Оксфордского замка

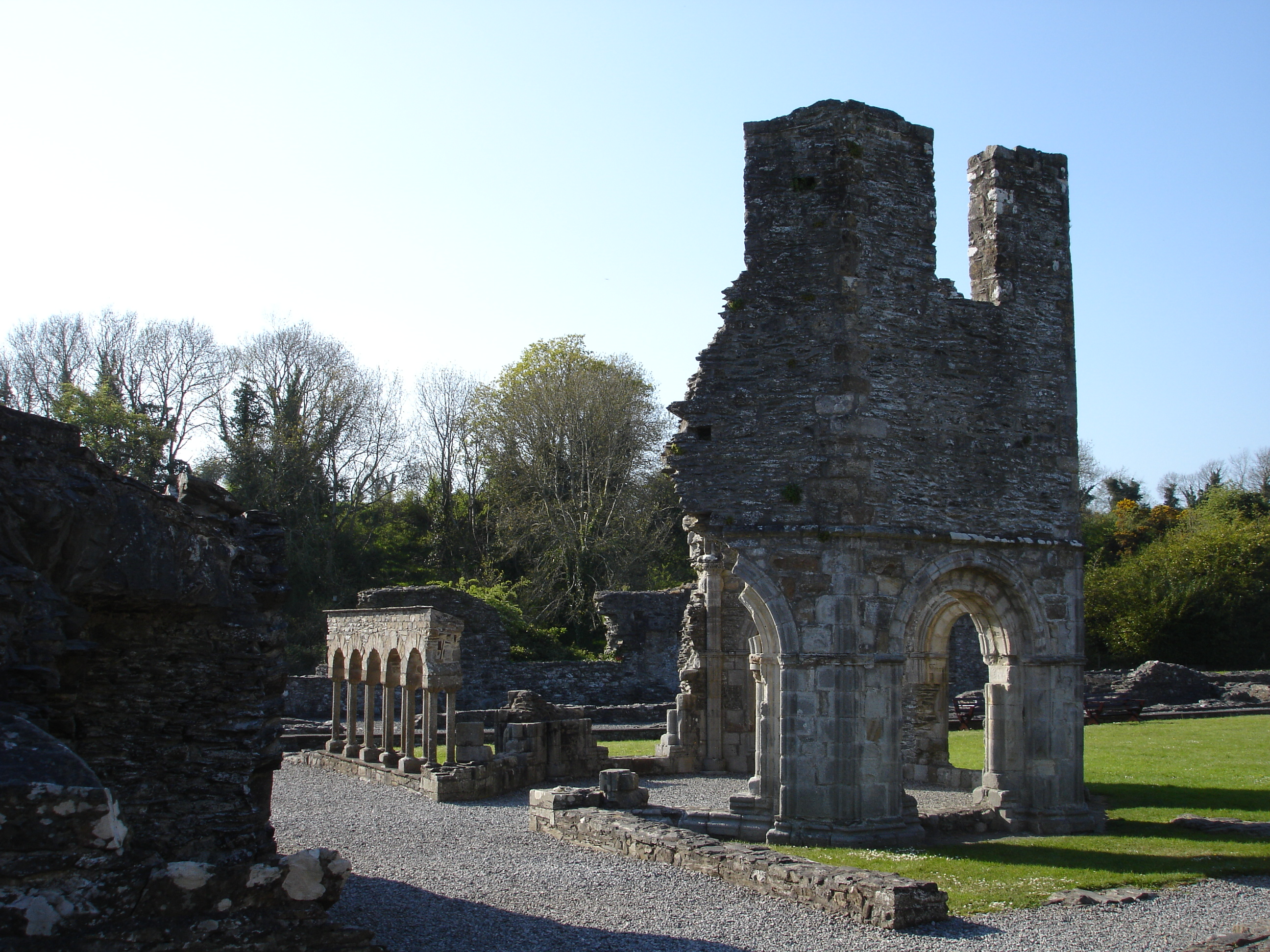
Руины Меллифонтского аббатства (Ирландия), основанного в 1142 году

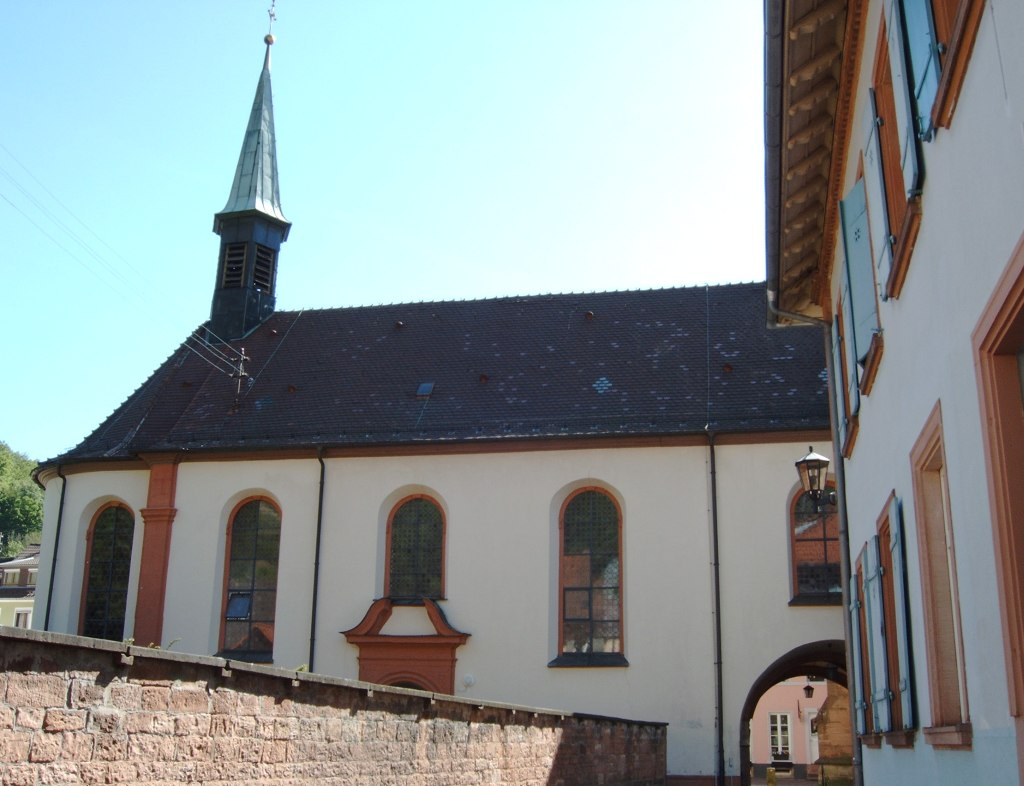
Аббатство Шёнау (Оденвальд) (Германия), основанное в 1142 году

- 1135—1154 — гражданская война в Англии. Длительный феодальный конфликт в Англо-нормандском государстве, вызванный борьбой за престол после смерти короля Генриха I[1].
- Лето — осада Лиссабона. Неудачная попытка португальского короля Афонсу I при участии англонормандских крестоносцев захватить город Лиссабон, который в то время находился под властью Альморавидов (см. 1147 год)[2].
- Матильда бежала из замка Оксфорда. После освобождения Стефана Блуа борьба продолжилась.
- Около 1142 — конфликт короля Людовика VII с папой Иннокентием II. Папа наложил интердикт на земли короля.
- Первый министр императора Гао-цзуна Цинь Хуэй склонил императора к миру с чжурчжэнями. Сторонники продолжения борьбы убиты. Император заключил с чжурчжэнями мир, признав их завоевания и обязавшись платить ежегодную дань.
- Немецкий король Конрад III помог князю Богемии Владиславу II в борьбе с Вратиславом II Брненским.
- Первое упоминание Гомеля (Гомий) в летописи.

## Русь
Правление: 1139—1146 — Всеволод Ольгович
- «Князь свейский и бискуп пришед в 60 шнеках»; Швеция начала борьбу против Новгорода; шведский отряд совершил разбойное нападение на новгородских купцов в южной Финляндии, погибли 150 новгородцев; финское племя емь напало на Ладогу и убило 400 человек[3].
- 5 марта — Всеволод Ольгович занял киевский престол (1139?)[4].
- Смена одного за другим новгородских князей при Всеволоде Ольговиче (1141—1142)[5].
- Март — новгородский князь Ростислав Юрьевич, схвачен новгородцами и выслан к отцу Юрию Долгорукому[6].
- Всеволод Ольгович передал Переяславль (сов. Переслав-Хмельницкий), обойдя своих братьев, туровскому князю Вячеславу Владимировичу, что вызвало конфликт с родными и двоюродными братьями[7].
- Игорь Ольгович ходил на Переславль выгонять из города Вячеслава Владимировича, стал по реке Стрекви (локализация этой реки не установлена) и пожёг сёла. Изяслав Мстиславич пришёл на помощь дяде и прогнал Игоря Ольговича[8].
- Игорь Ольгович вторично напал и осадил на Переславль и вновь потерпел поражение. По окончании военных действий получил от киевского князя в дополнение к своим владениям Городец-Остерский, Юрьев и Рогачёв[4].
- Смоленский князь Ростислав Мстиславич, действуя в союзе с братом Изяславом, захватил в Черниговском княжестве четыре города (названия городов летопись не называет)[9].
- Всеволод Ольгович выполняя просьбу владимиро-волынского князя Изяслава Мстиславича направил на новгородский стол его брата Святополка Мстиславича[7].
- Изяслав Давидович вместе со старшим братом Владимиром Давыдовичем и двоюродными братьями — Ольговичами, находился в оппозиции Всеволоду Ольговичу, требуя от него увеличения владений. Отойдя от союза с Ольговичами князь Изяслав Давидович получил от киевского князя в совместное владение с братом Владимиром Берестье, Дорогичин, Вщиж и Ормину[10]. В результате Всеволоду Ольговичу удалось разорвать союз Ольговичей и Давидовичей[7].
- Зима 1142/43 — князь Изяслав Давидович направлен Всеволодом Ольговичем вместе с галицким князем Владимирком Володаревичем на помощь краковскому князю Владиславу II Изгнаннику[10][11].
- Конец года — осложнились взаимоотношения князя Владимирко Володаровича с киевским князем Всеволодом Ольговичем, который послал своего сына на княжение в Туров, что стало следствием вокняжения во Владимире-Волынском княжестве сына киевского князя — Святослава Всеволодовича. Князь Владимирко Володарович опасался, что вокняжение Святослава Всеволодовича помешает его планам расширения влияния на Юго-Западе Руси[11][12].
- Декабрь 1142 — январь 1143 — с согласия Всеволода Ольговича князь Изяслав Мстиславич перешёл княжить в Переяславль, князь Вячеслав Владимирович в конце года вернулся 1142—1146 года в Туров, а во Владимир-Волынский киевский князь отправил своего сына Святослава Всеволодовича[7][13].
- Первое упоминание Рогачёва в Ипатьевской летописи.

## Начало правления
См. также: Список глав государств в 1142 году
- 1142—1146 — эмир Марокко Ташуфин.
- 1142—1155 — 76-й император Японии Коноэ (1139—1155).
- Ок. 1142—1178 — эмират Малатья. Династия Данишмендидов.

## Родились
См. также: Категория:Родившиеся в 1142 году

## Скончались
См. также: Категория:Умершие в 1142 году
- 21 апреля — Пьер Абеляр, французский философ-схоласт.
- Али ибн Юсуф — эмир Альморавидов, правитель Северной Африки.
- Фульк — король Иерусалимский.